# Ocydromus bualei
Ocydromus bualei é uma espécie de insetos coleópteros pertencente à família Carabidae.
A autoridade científica da espécie é Jacquelin du Val, tendo sido descrita no ano de 1852.
Trata-se de uma espécie presente no território português.